# Miocora semiopaca
Miocora semiopaca – gatunek ważki z rodziny Polythoridae. Występuje w Ameryce Centralnej; stwierdzony w Kostaryce i Panamie.